# Santa Maria de Belém
Santa Maria de Belém fue una freguesia portuguesa del municipio de Lisboa, distrito de Lisboa.

## Historia
Belém está ligada a los Descubrimientos, cuando D. Manuel I subió al trono en 1495.
Belém fue un municipio autónomo entre 1852 y 1885, cuando fue incorporado a Lisboa. Estaba constituido por las siguientes freguesias, Ajuda, Benfica, Carnide, Belém, Odivelas, Alcântara extramuros, Santa Isabel extramuros y São Sebastião da Pedreira extramuros, que actualmente forman parte de Lisboa. Tenía 63 km² y 27 635 habitantes en 1864 y 30 747 en 1878.
Fue suprimida el 8 de noviembre de 2012, en aplicación de una resolución de la Asamblea de la República portuguesa al unirse con la freguesia de São Francisco Xavier, formando la nueva freguesia de Belém.

## Patrimonio
- Lápida del Dios Esculapio
- Monasterio de los Jerónimos de Belém
- Estatuas lusitanas de Montalegre
- Capilla de San Jerónimo
- Edificio de la Fábrica Nacional da Cordoaria
- Edificio donde se encuentra el Museu de Arte Popular
- Casa del Gobernador de la Torre de Belém
- Antigua residencia del Gobernador del fuerte del Buen Suceso
- Fuerte del Alto do Duque
- Palacio del Marqués de Angeja
- Imóvel
- Centro Cultural de Belém
- Central Tejo o Museo de la Electricidad de Lisboa
- Palacio Nacional de Belém
- Edificio en la Calle de Pedrouços, n.º 84 a 88A
- Capilla del Santo Cristo
- Convento de Nossa Senhora do Bom Sucesso
- Jardín botánico de Ajuda
- Palacete en la Calle de Pedrouços
- Casa noble de Lázaro Leitão Aranha
- Torre de Belém
- Monumento a los Descubrimientos

## Equipamiento
Belém dispone de varios espacios verdes con museos, parques y jardines, poseyendo un ambiente ribereño con cafeterías y un paseo público.